# Quarteron
Der Quarteron, auch nur als Viertel bezeichnet, war ein Schweizer Volumenmaß in verschiedenen Kantonen, wie Freiburg, Genf und Waadt. In Frankreich war es ein kleineres Gewichtsmaß.
Die allgemeine Maßkette war
- 1 Viertel/Quarteron = 10 Immi = 4 Viertel = 16 Mäßlein[1]

## Kanton Genf
Im Kanton Genf als Getränkemaß und Getreidemaß
- 1 Quarteron = 2 Pots = 113 3/7 Pariser Kubikzoll = 2,25 Liter

Ein Setier hatte 24 Quarterons und ein Fuder oder Char = 288 Quarteron.

## Kanton Waadt
Getreidemaß im Kanton Waadt
- 1 Quarteron oder 1 Gelte = 10 Emines/Mäßleins = 100 Copets = 680 5/9 Pariser Kubikzoll = 13 6/13 Liter
- 1 Sack = 10 Quarterons
- 1 Muid/Malter = 100 Quarterons

## Kanton  Freiburg
Im Kanton Freiburg war es ein Getreidemaß
- 1 Quarteron = 6 Emines/Immi = 201 ¼ Pariser Kubikzoll = 4 Liter
- 1 Sack = 16 Quarterons
- 1 Mäß/Bichet = 2 Quarterons

Abweichungen an einigen Orten im Kanton waren üblich und
- 1 Sack = 12 oder 10 oder 8 Quarterons, wobei das Maß dann selbst  etwas größer war.
- Boll  1 Sack = 10 Quarterons = 687 Pariser Kubikzoll = 13 3/5 Liter
- Chastels 1 Sack = 8 Quarterons = 884 Pariser Kubikzoll = 17 4/9 Liter
- Corbières 1 Sack = 12 Quarterons = 494 Pariser Kubikzoll = 9 7/9 Liter
- Gruyères 1 Sack = 10 Quarterons = 680 Pariser Kubikzoll = 13 6/13 Liter
- Murten 1 Sack = 10 Quarterons = 642 Pariser Kubikzoll = 12 5/7 Liter
- Stäffis 1 Sack = 12 Quarterons = 552 Pariser Kubikzoll = 10 9/10  Liter

## Frankreich
Hier war es als Gewichtsmaß bekannt. Abgeleitet wurde das Maß von Livre usuelle, dem halben Kilogramm. Das Quarteron war ¼ Livre, als 125 Gramm
- 1 Quarteron = 4 Uncea = 125 Gramm (die Ausnahme 128 Gramm)
- 1 Demi-Quarteron = 62,5 Gramm[3]